# Schloss Wernersdorf

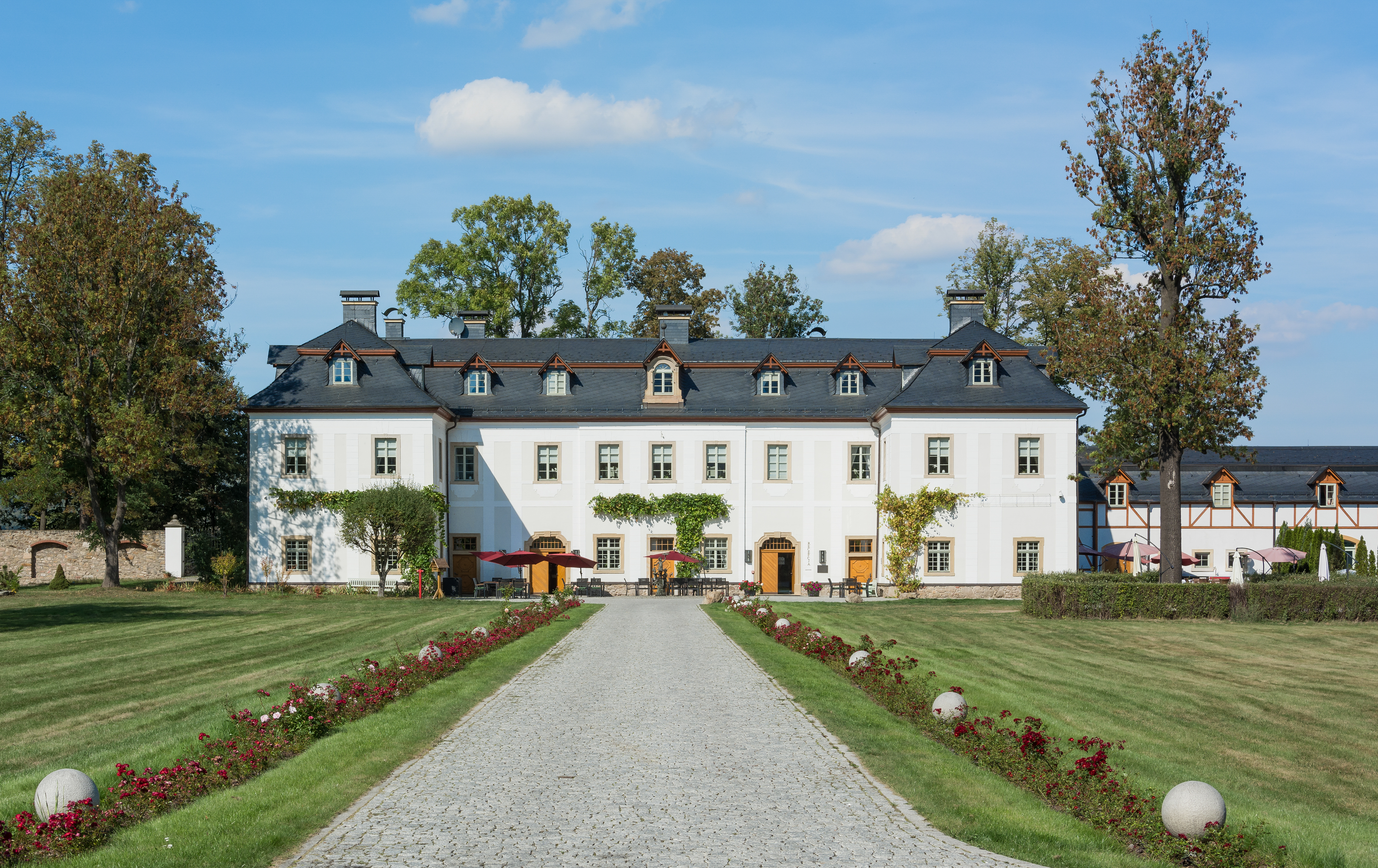
Schloss Wernersdorf, Blick vom Eingangstor

Das Schloss Wernersdorf (polnisch Pałac w Pakoszowie) liegt im Ortsteil Wernersdorf (Pakoszów) der Gemeinde Piechowice im Powiat Jeleniogórski in der Woiwodschaft Niederschlesien. Das Schloss gehört zu den bekannten Burgen und Schlössern im Hirschberger Tal.

## Geschichte
Ursprünglich gehörte der Landsitz den Grafen Schaffgotsch.
Der Umbau zum Barockschloss erfolgte 1725 durch Johann Martin Gottfried (1685–1737), später Bürgermeister und Kirchenvorstand der Gnadenkirche von Hirschberg, Schwiegersohn des Hirschberger Leinenhändlers („Schleierherrn“) Christian Mentzel (1667–1748). Das Schloss mit Mansarddach besitzt einen rechteckigen Grundriss mit seitlichen Vorsprüngen und hat eine spätbarocke Südfassade. Das Erdgeschoss weist ein einfaches Stuckgewölbe auf.
Im Obergeschoss der repräsentativen Schlossanlage lagen die Wohn- und Repräsentationsräume mit einem großen Festsaal, dessen Decke mit allegorischer Fresken-Malerei ausgestaltet war.
Der preußische König Friedrich II. hat das Schloss in den Jahren 1759, 1777 und 1785 besucht.
Die weiteren Besitzer waren Georg Friedrich Smith (1703–1757) und seit 1771 Heinrich Hess (1745–1802), Kaufmann und Direktor der Zuckerfabrik in Hirschberg. Nach diesem wurde das Schloss meist als „Hess´sche Bleiche“ bezeichnet. Das Gebäude wurde als Wohngebäude und Leinenbleiche genutzt; die Stoffe wurden im Erdgeschoss des Hauses in Bottichen eingeweicht, gespült und auf der Wiese zum Trocknen ausgelegt.
Das hierfür benötigte Wasser wurde aus dem vorbeifließenden Zacken entnommen. Das erforderliche Wasserrecht wurde vom König Friedrich II. 1777 in einer Urkunde bestätigt. Die Leinenbleiche wurde im Jahre 1856 aus wirtschaftlichen Gründen eingestellt.
Zur Zeit von Heinrich und Erdmuthe Hess (1755–1808) waren im Schloss Wernersdorf viele Intellektuelle zu Gast, u. a. der Dichter Friedrich Gottlieb Klopstock, der Riesengebirgsmaler Sebastian Carl Christoph Reinhardt (1738–1827), Hofrat Johann Joachim Christoph Bode, Kriegsrat Jonae und John Quincy Adams, der spätere Präsident der Vereinigten Staaten von Amerika. Friedrich der Große selbst war 1765 und 1777 auch zu Gast im Stadthaus der Familie Hess in Hirschberg, bis 1945 wurden auf Wernersdorf Andenkenstücke von diesen Besuchen aufbewahrt.
Nach dem Tod von Heinrich Hess übernahm dessen Cousin und Adoptivsohn Johann Daniel Hess (1764–1854) den Besitz.
Der spätere Besitzer, Kreisgerichtsrat Daniel Hermann Hess (1815–1884), arbeitete als Jurist in Hirschberg und nutzte das Schloss Wernersdorf als Sommerresidenz. Die letzten Bewohner waren Margarethe Drewes, geb. Hess (1872–1939) mit ihrem Ehemann Pastor Hans Drewes und ihren sieben Kindern. Die Wernersdorfer Bleiche befand sich von 1725 bis 1945 im Familienbesitz.
Als Folge des Zweiten Weltkriegs fiel 1945 fast ganz Schlesien an Polen. Die Besitzer des Schlosses Wernersdorf wurden vom polnischen Staat enteignet. Nachfolgend wurde das Schloss zunächst von verschiedenen Institutionen und zeitweilig als Kinderheim genutzt. Später stand es leer.
Seit dem 1. September 1959 ist das Schloss unter der Nummer 630/619 im Denkmalregister eingetragen.

## Restaurierung nach 2005 und heutige Nutzung
Der Enkel der letzten Bewohner, Hagen Hartmann (* 1941 in Breslau), konnte den ehemaligen Familienbesitz im Jahr 2005 aus polnischem Privatbesitz zurückerwerben und durch den Architekten Christopher Schmidt-Münzberg von 2008 bis 2012 für eine Hotelnutzung umbauen, restaurieren und erweitern.
Die Restaurierung des Festsaals mit seinen illusionistischen Malereien und allegorischen Darstellungen erfolgte durch den Dresdner Maler Christoph Wetzel, der u. a. auch die Kuppel der Dresdener Frauenkirche im barocken Stil ausgemalt hat. Die originale Ausmalung, die nicht mehr erhalten war, stammte u. a. vom Glatzer Barockmaler Johann Franz Hoffmann.
Die Wände der Zimmer sind mit Porträts der Bürgermeister und Patrizier von Hirschberg geschmückt. Der wertvollste Raum ist ein Wohnzimmer mit einem Kamin aus Steingut und Delfter Fliesen aus dem 18. Jahrhundert.
Neben dem Schloss wurde der östliche Anbau rekonstruiert, hier entstand ein Wellnessbereich mit einem kleinen Pool.
Das Schloss Wernersdorf ist von einem ca. 14,5 ha großen Grundbesitz umgeben, an der Nordseite liegen drei Seen, die früher zur Fischzucht genutzt wurden. Die im Süden angrenzenden ehemaligen Bleichwiesen wurden zu einem großzügigen Landschaftspark umgestaltet.
Die gesamte Anlage wurde am 1. April 2012 eingeweiht.
Heute wird die Anlage als Schlosshotel, Restaurant und für kulturelle Zwecke von der Öffentlichkeit genutzt. Das Grundstück sowie die historisch bedeutenden Räume des Herrenhauses sind für die Öffentlichkeit zugänglich.

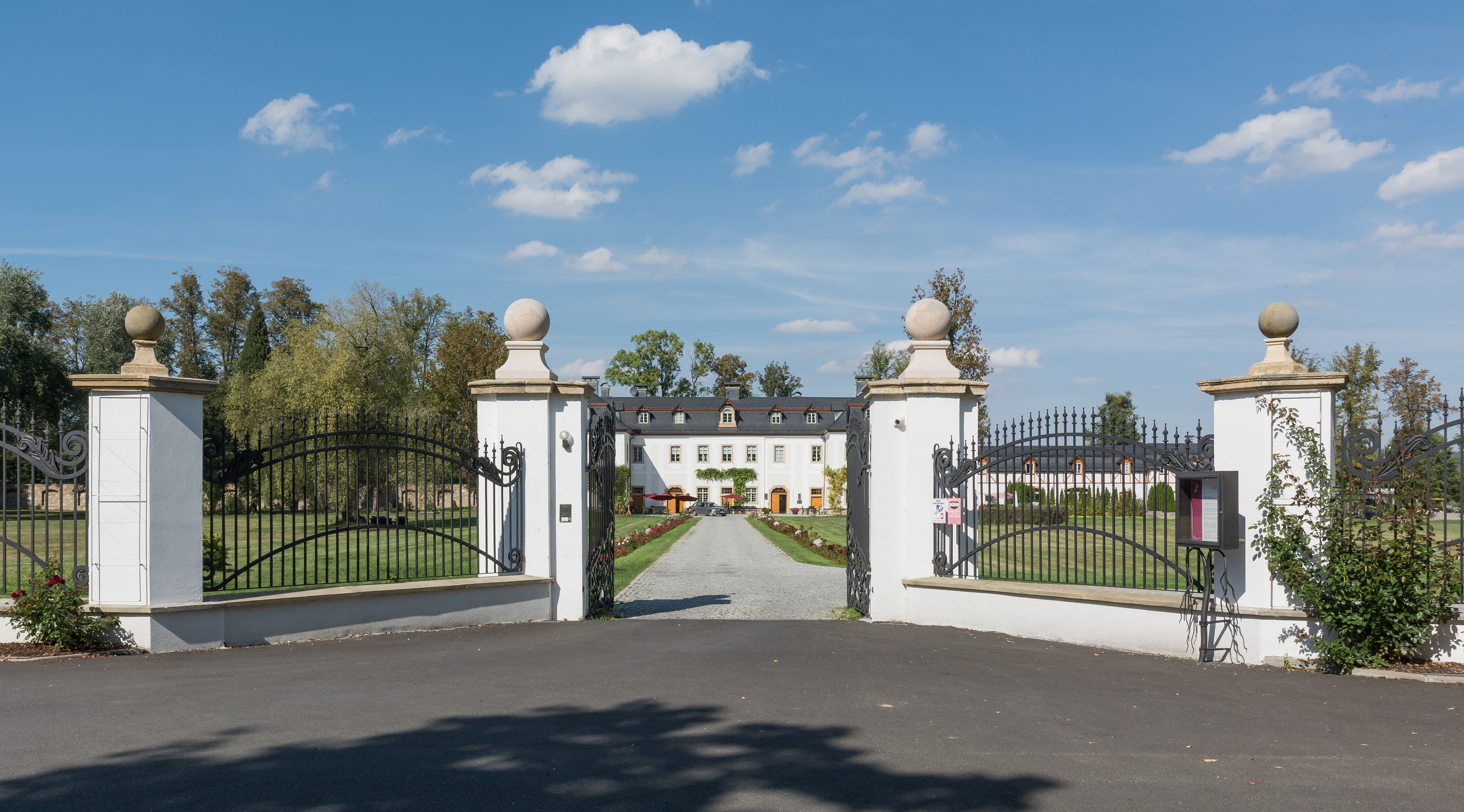
Schloss Wernersdorf mit Eingangstor
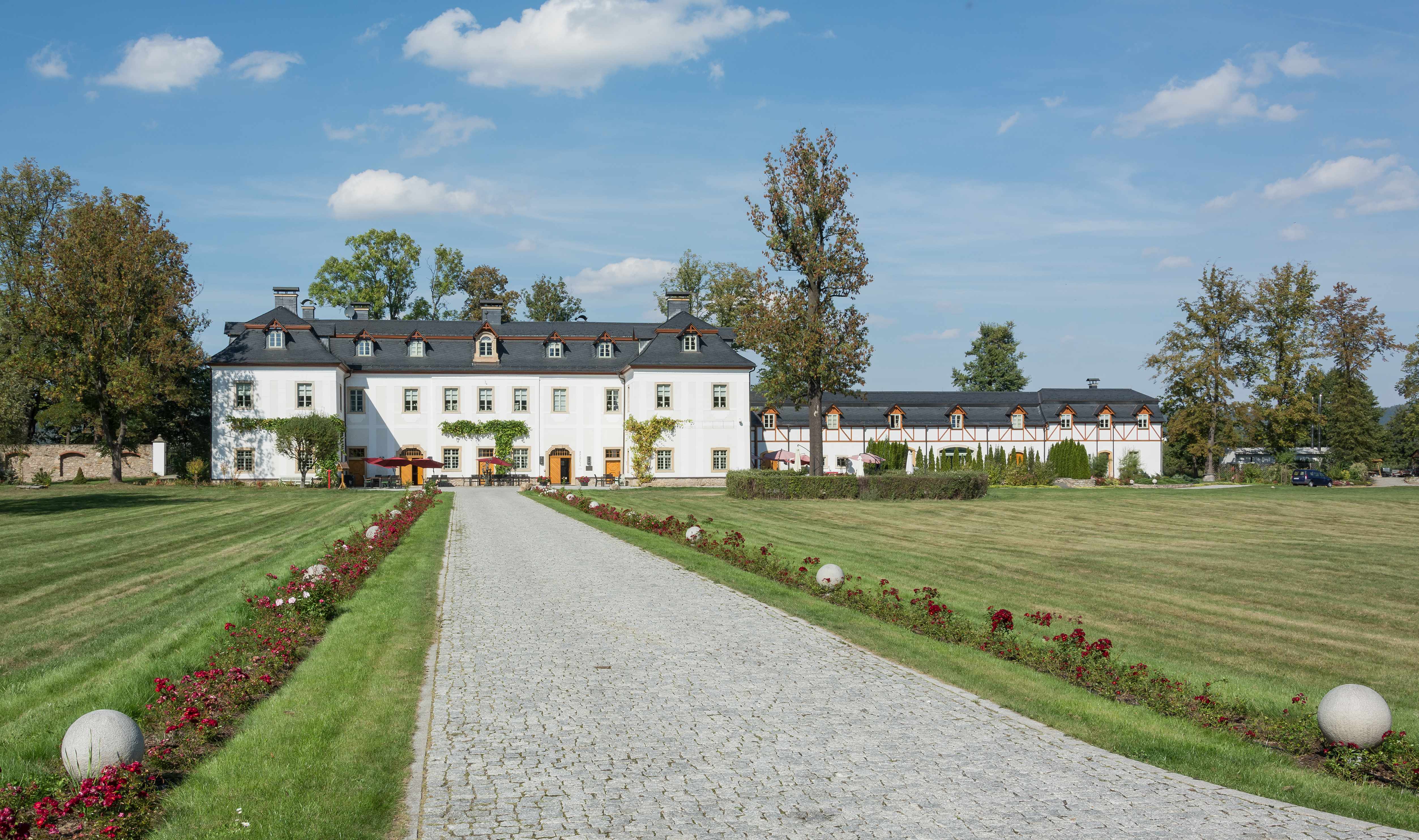
Schloss Wernersdorf
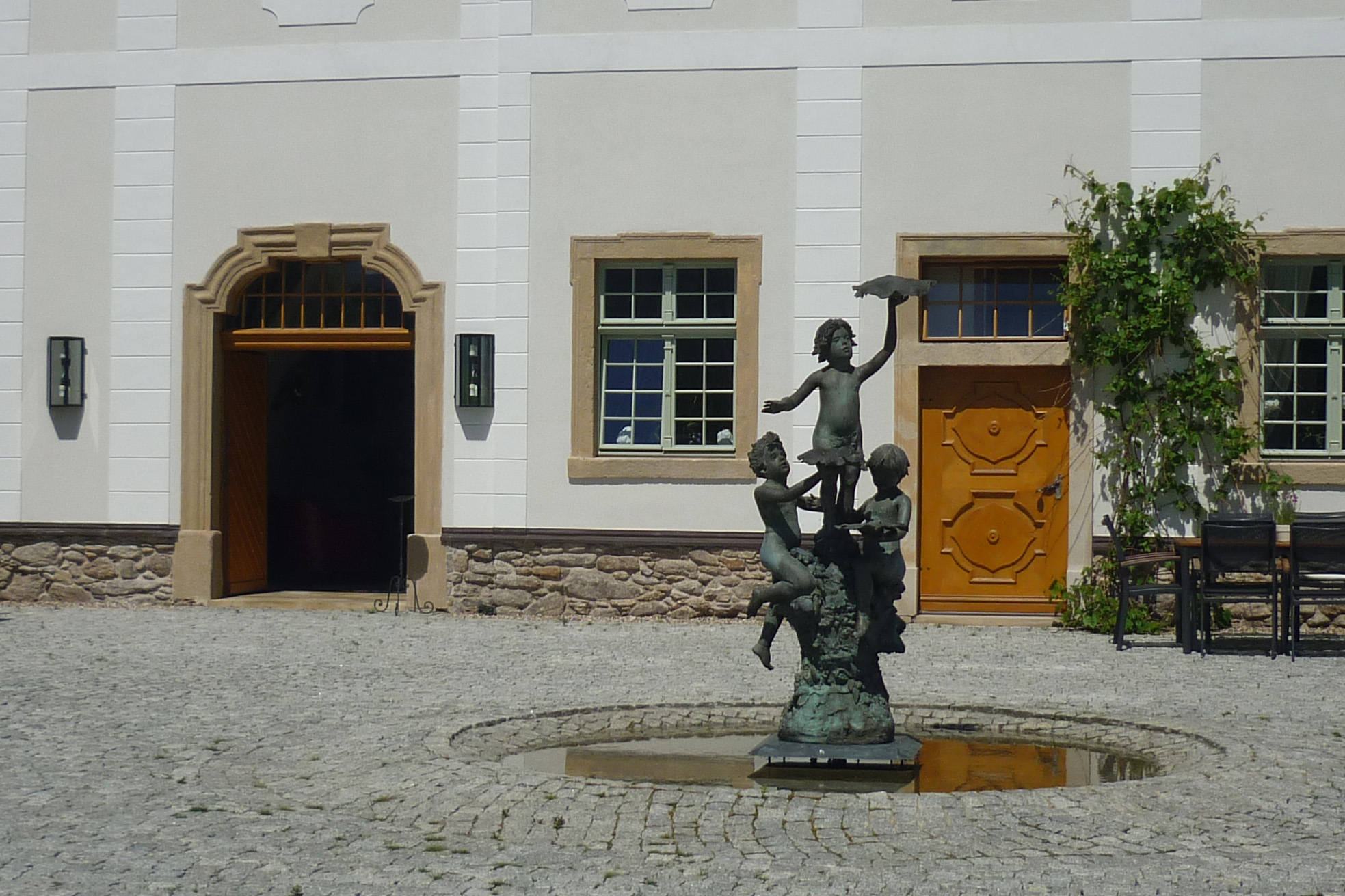
Skulptur am Schloss Wernersdorf
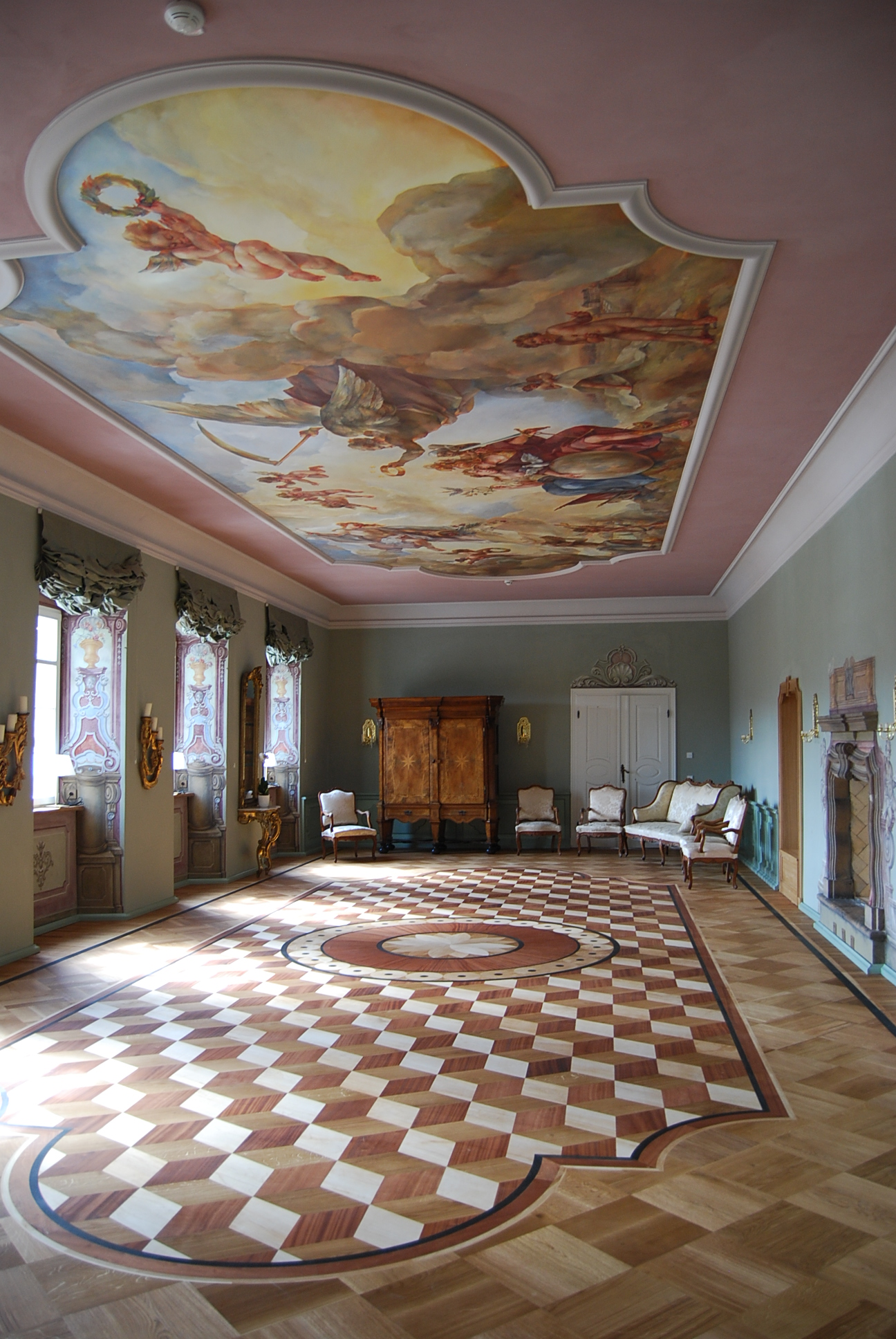
Deckengemälde im Festsaal
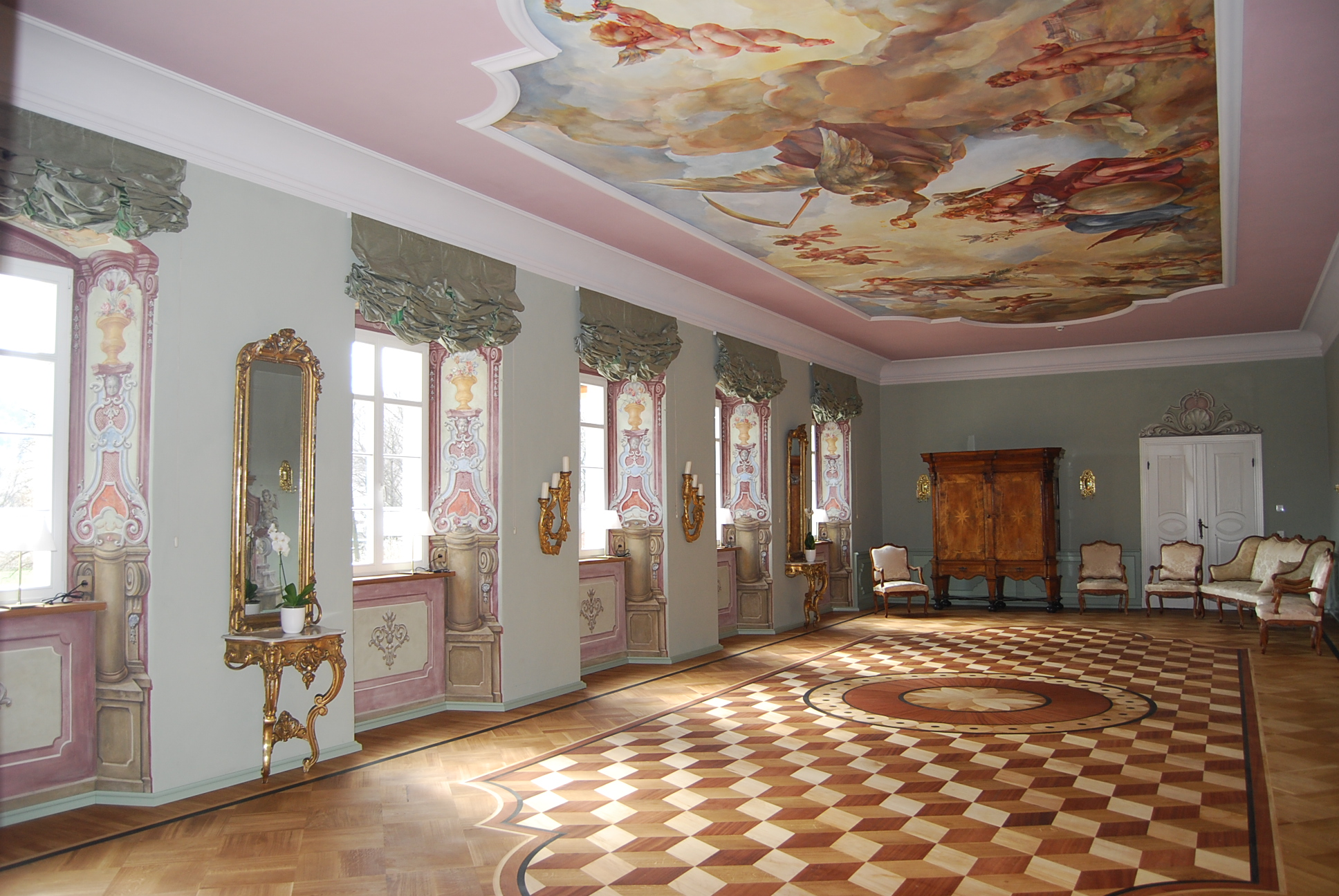
Festsaal im Schloss Wernersdorf
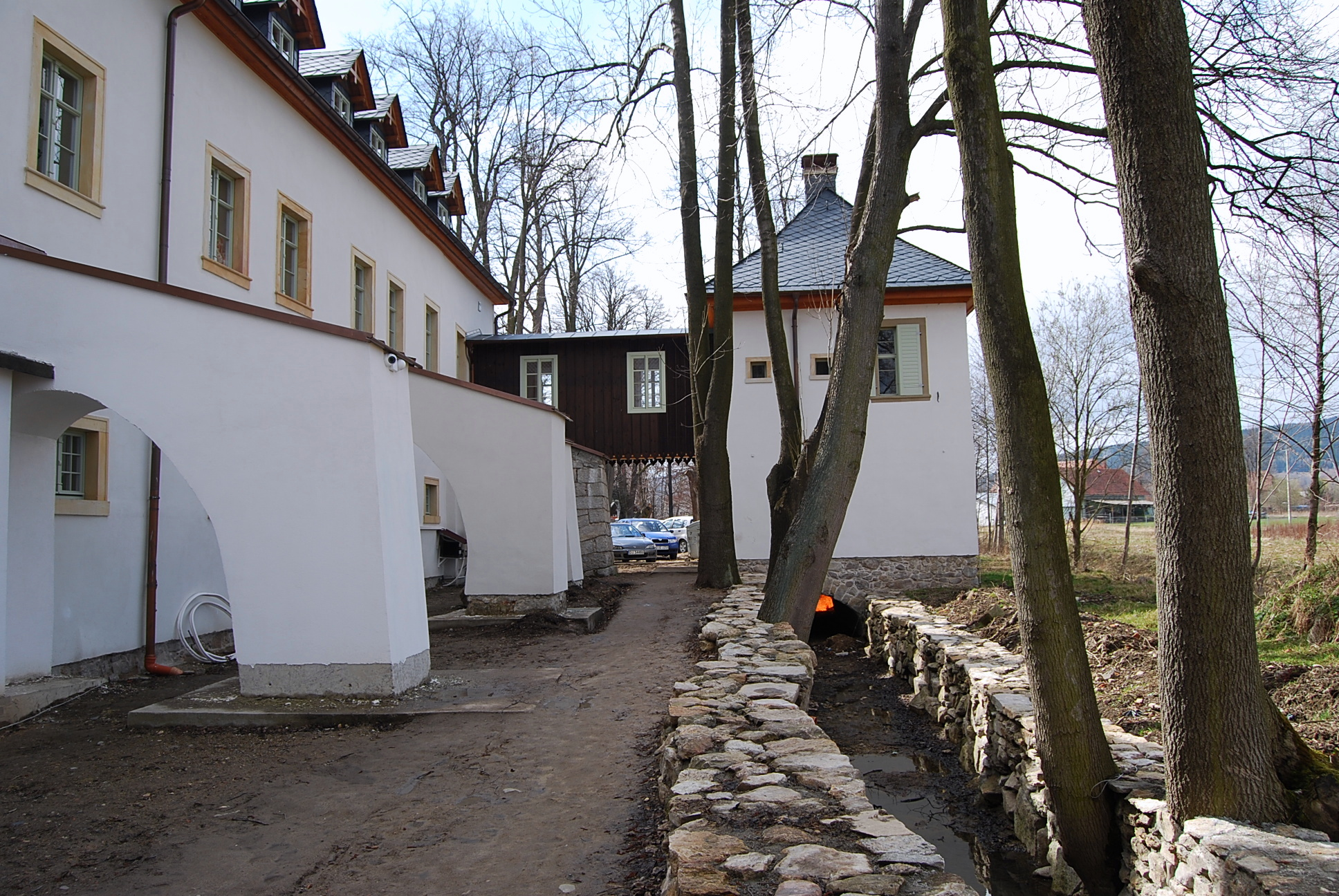
Nördlicher Anbau von Schloss Wernersdorf
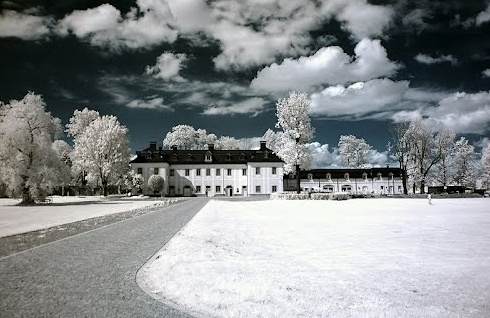
Schloss Wernersdorf im Winter